# Moaralm (Bad Gastein)
Die Moaralm ist eine Alm in der Gemeinde Bad Gastein im österreichischen Bundesland Salzburg.

## Lage und Charakteristik

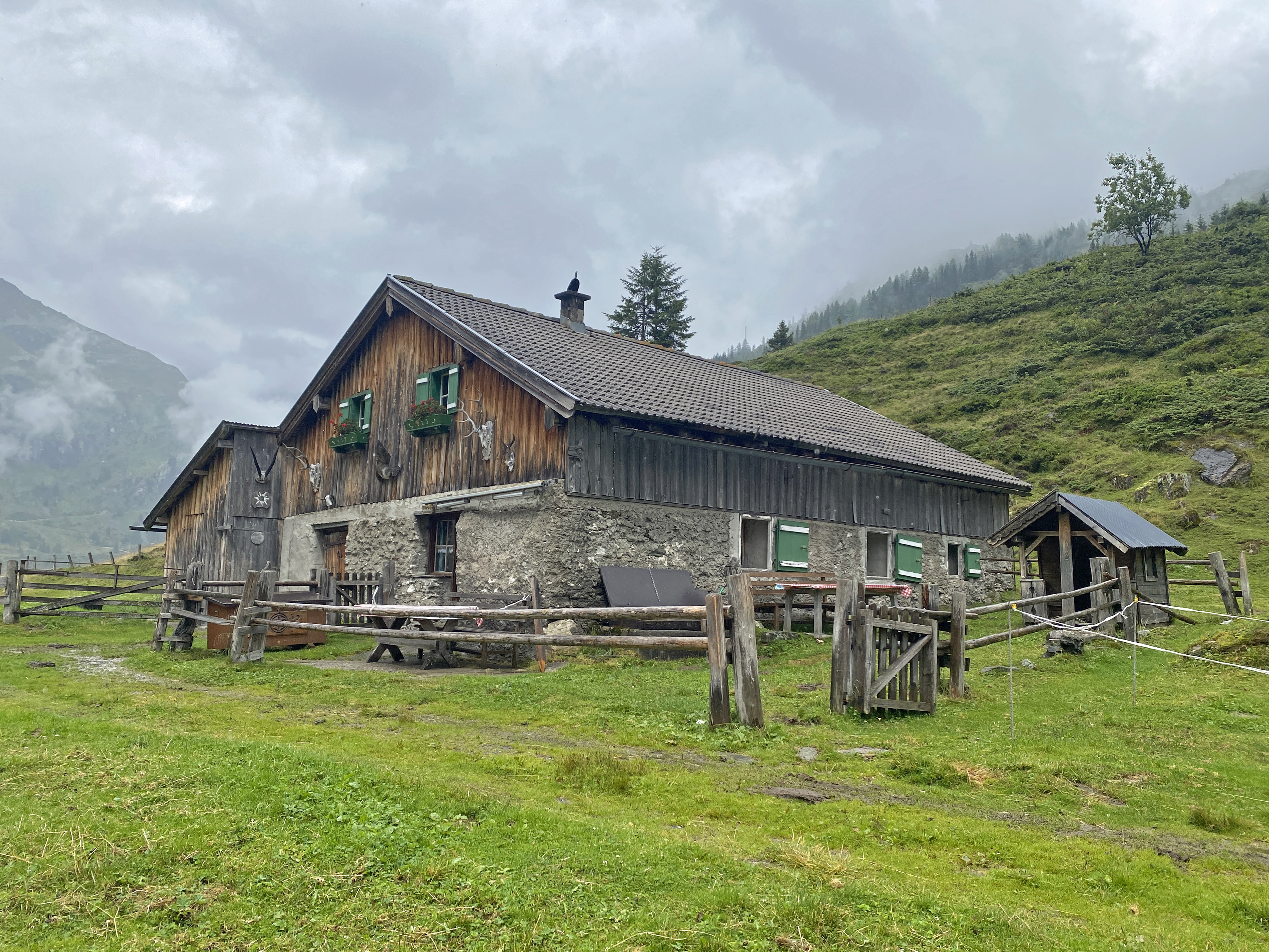
Almhütte der Moaralm

Die Moaralm liegt im Naßfelder Tal an den südwestlichen Hängen des Kreuzkogels in der Ankogelgruppe. Sie befindet sich in der Ortschaft Bad Gastein, in der Katastralgemeinde Böckstein und im Landschaftsschutzgebiet Gasteiner-Tal. Sie ist dem Moarbauer in Remsach zugehörig. Die Alm erstreckt sich am rechten Flussufer der Naßfelder Ache.
Eine Almhütte, die auch Moarhütte genannt wird, steht auf einer Höhe von 1613 m ü. A. Direkt östlich der Hütte gedeiht eine Heidelbeerheide. Hier finden sich die Reste eines mehrere Jahrhunderte alten Legsteinzauns, der als Fixierung der Almgrenze gedient haben dürfte. Auf der gegenüberliegenden Seite der Naßfelder Ache verläuft der Weitwanderweg Rupertiweg.

## Geschichte
Die Bewirtschaftung der Moaralm begann im Jahr 1963. Früher befand sich an dieser Stelle eine Alm namens Zitteraueralm.